# Mutation consonantique du haut allemand
La mutation consonantique du haut-allemand, également appelée seconde mutation consonantique, est un ensemble de modifications phonétiques qui ont touché les consonnes du vieux haut-allemand. Elle intervient après les modifications décrites par la loi de Grimm (qui a aussi découvert cette seconde mutation) et la loi de Verner. On la situe entre le VIe et le IXe siècle. Elle a touché tout le lexique d'alors, mots hérités comme mots d'emprunt.
L'étude de ces modifications est essentielle à la compréhension des spécificités phonétiques de l'allemand face aux autres langues germaniques.

## Mécanismes généraux
Sont concernées les consonnes issues de la première mutation consonantique. La principale modification consiste en une affrication des consonnes occlusives, qui peut aller à la spirantisation : celles-ci deviennent des consonnes affriquées, c'est-à-dire des occlusives terminées comme une fricative, ou bien des fricatives pures.
On distingue les évolutions selon que les consonnes sont sourdes, sonores, simples ou géminées et selon leur position (à l'initiale ou après consonne liquide, entre voyelles, en finale). Les sonores suivent des traitements différents selon les dialectes.

### Tableau synoptique des évolutions
| Simples sourdes | Simples sourdes | Simples sourdes | Simples sourdes | Gém. sourdes | Sonores simples | Sonores simples | Sonores simples | Sonores simples | Sonores gém. | Fricatives simples | Fricatives simples | Fricatives gém. | Fricatives gém. |
| --------------- | --------------- | --------------- | --------------- | ------------ | --------------- | --------------- | --------------- | --------------- | ------------ | ------------------ | ------------------ | --------------- | --------------- |
|                 | Init.           | Intervoc.       | Fin.            | Gém. sourdes |                 | 1               | 2               | 3               | Sonores gém. | Fricatives simples | Fricatives simples | Fricatives gém. | Fricatives gém. |
| *p →            | pf              | ff              | f               | ppf          | *b →            | p               | p / b           | b               | pp           | *f →               | b                  | *ff →           | ff              |
| *t →            | ts              | ss              | s               | tts          | *d →            | t               | t / d           | d               | tt           | *θ →               | d                  | *θθ →           | tt              |
| *k →            | kx              | xx              | x               | kkx          | *g →            | k               | k /g            | g               | kk           | *x →               | x                  | *xx →           | xx              |